# Silke Bachmann
Silke Bachmann (18 febbraio 1977) è un'ex sciatrice alpina italiana specialista delle gare tecniche.

## Biografia

### Stagioni 1995-1999
Originaria di Termeno sulla Strada del Vino e attiva in gare FIS dal gennaio del 1995, la Bachmann esordì in Coppa Europa il 31 gennaio 1996 a Innerkrems in discesa libera (32ª) e in Coppa del Mondo il 3 gennaio 1997 a Maribor in slalom gigante (19ª).
Nelle due stagioni successive ottenne un piazzamento tra le prime quindici nel massimo circuito internazionale, mentre nel 1998-1999 conseguì buoni risultati nel circuito continentale con una vittoria (l'unica in carriera, il 3 marzo a Gällivare in slalom gigante), un terzo posto (suo primo podio nel circuito, il 10 dicembre a Sankt Sebastian in slalom gigante) e altri piazzamenti significativi che le permisero di chiudere al 7º posto la classifica generale e al 2º quella di slalom gigante.

### Stagioni 2000-2006
Tornata stabilmente in Coppa del Mondo nel 1999-2000, conquistò l'unico podio il 4 dicembre 1999 a Serre Chevalier, 3ª in slalom gigante; nel seguito della sua partecipazione in Coppa del Mondo si piazzò altre cinque volte nelle prime dieci. Ai Mondiali di Sankt Anton am Arlberg 2001, sua prima partecipazione iridata, fu 14ª nello slalom gigante e non concluse lo slalom speciale; l'anno dopo ai XIX Giochi olimpici invernali di Salt Lake City 2002, sua unica presenza olimpica, arrivò 16ª nello slalom gigante e 18ª nello slalom speciale.
Prese per l'ultima volta il via ai Mondiali in occasione della rassegna iridata di Sankt Moritz 2003, nella quale si classificò 22ª nello slalom gigante; il 13 marzo 2004 conquistò l'ultimo podio in Coppa Europa, a Sierra Nevada in slalom speciale (3ª). Prese per l'ultima volta il via il Coppa del Mondo il 20 febbraio 2005 a Åre in slalom gigante, senza qualificarsi per la seconda manche, e a causa di vari infortuni al ginocchio (nel 1995, 1999 e 2001), che non le permisero continuità nella carriera, smise di gareggiare all'inizio del 2006; la sua ultima gara fu uno slalom speciale FIS disputato il 29 gennaio a Sarajevo Bjelašnica, chiuso dalla Bachmann al 5º posto.

## Palmarès

### Coppa del Mondo
- Miglior piazzamento in classifica generale: 39ª nel 2000
- 1 podio:
  - 1 terzo posto

### Coppa Europa
- Miglior piazzamento in classifica generale: 7ª nel 1999
- 9 podi:
  - 1 vittoria
  - 3 secondi posti
  - 5 terzi posti

#### Coppa Europa - vittorie
| Data         | Località  | Paese  | Specialità |
| ------------ | --------- | ------ | ---------- |
| 3 marzo 1999 | Gällivare | Svezia | GS         |

Legenda:

GS = slalom gigante

#### Coppa Europa - gare a squadre
- 1 podio:
  - 1 terzo posto

### Nor-Am Cup
- Miglior piazzamento in classifica generale: 23ª nel 2005
- 1 podio:
  - 1 vittoria

#### Nor-Am Cup - vittorie
| Data             | Località    | Paese       | Specialità |
| ---------------- | ----------- | ----------- | ---------- |
| 1º dicembre 2004 | Winter Park | Stati Uniti | SL         |

Legenda:

SL = slalom speciale

### Campionati italiani
- 4 medaglie[2][3][4]:
  - 3 argenti (slalom speciale nel 1999; slalom gigante nel 2001; supergigante nel 2003)
  - 1 bronzo (slalom gigante nel 2003)